# André Daher
Pour les articles homonymes, voir Daher (homonymie).
André Daher est un armateur et homme politique français d’origine syrienne,, né le 1er février 1891 à Marseille (Bouches-du-Rhône) et décédé le 25 novembre 1974 à Marseille.

## Biographie
André Daher est le fils de Paul Daher, armateur et négociant marseillais.
Il suit des études en droit à l'université.
Il participe comme officier d'infanterie et de chars de combat à la Première Guerre mondiale, où il a deux blessures. Son action au combat lui permet d'obtenir deux citations, et il lui est décerné la croix de guerre puis la Légion d'honneur.
Armateur et administrateur de société, il est député des Bouches-du-Rhône de 1936 à 1940, faisant partie de la Fédération républicaine. Il s'y spécialise dans les questions maritimes. Il ne participe pas aux votes des 9 et 10 juillet 1940 qui créent le Régime de Vichy. Il regagne alors Marseille et reprend ses activités professionnelles.
En 1958, il inaugure une tradition en donnant son écharpe de député à Francis Ripert. Celui-ci la transmettra à Jean-Claude Gaudin lorsqu'il est élu député des Bouches-du-Rhône à son tour, en 1978, qui la transmettra dans les années 2010 à Yves Moraine.

## Vie privée
Il était un ami proche de Xavier Vallat.

## Sources
- Jean Jolly (dir.), Dictionnaire des parlementaires français, Presses universitaires de France